# Melasina ochthopsamma
Melasina ochthopsamma är en fjärilsart som beskrevs av Edward Meyrick 1934. Melasina ochthopsamma ingår i släktet Melasina och familjen säckspinnare. Inga underarter finns listade i Catalogue of Life.